# Municipio de South Fork (Arkansas)
El municipio de South Fork (en inglés: South Fork Township) es un municipio ubicado en el condado de Fulton en el estado estadounidense de Arkansas. En el año 2010 tenía una población de 485 habitantes y una densidad poblacional de 4,37 personas por km².

## Geografía
El municipio de South Fork se encuentra ubicado en las coordenadas 36°23′52″N 91°43′33″O / 36.39778, -91.72583. Según la Oficina del Censo de los Estados Unidos, el municipio tiene una superficie total de 110.9 km², de la cual 110,86 km² corresponden a tierra firme y (0,03 %) 0,04 km² es agua.

## Demografía
Según el censo de 2010, había 485 personas residiendo en el municipio de South Fork. La densidad de población era de 4,37 hab./km². De los 485 habitantes, el municipio de South Fork estaba compuesto por el 95,67 % blancos, el 1,03 % eran afroamericanos, el 0,41 % eran amerindios, el 0,41 % eran asiáticos y el 2,47 % eran de una mezcla de razas. Del total de la población el 0 % eran hispanos o latinos de cualquier raza.